# (474045) 2016 GK238
(474045) 2016 GK238 es un asteroide perteneciente al cinturón de asteroides, descubierto el 10 de marzo de 2007 por el equipo del Spacewatch desde el Observatorio Nacional de Kitt Peak, Arizona, Estados Unidos.

## Designación y nombre
Designado provisionalmente como 2016 GK23.

## Características orbitales
2016 GK238 está situado a una distancia media del Sol de 2,588 ua, pudiendo alejarse hasta 2,844 ua y acercarse hasta 2,332 ua. Su excentricidad es 0,098 y la inclinación orbital 10,99 grados. Emplea 1521 días en completar una órbita alrededor del Sol.

## Características físicas
La magnitud absoluta de 2016 GK238 es 16,972.